# Steinbruch Leimen
Steinbruch Leimen este o arie protejată (sit de importanță comunitară — SCI, arie de protecție specială avifaunistică — SPA) din Germania întinsă pe o suprafață de 22,02 ha, integral pe uscat.

## Localizare
Centrul sitului Steinbruch Leimen este situat la coordonatele 49°21′24″N 8°41′48″E / 49.3567°N 8.6967°E.

## Înființare
Situl Steinbruch Leimen a fost declarat arie de protecție specială avifaunistică în martie 2001 pentru a proteja 3 specii de animale. Situl a fost protejat și ca sit de importanță comunitară în martie 2001.

## Biodiversitate
Situată în ecoregiunea continentală, aria protejată nu include niciun habitat protejat.
La baza desemnării sitului se află mai multe specii protejate de  păsări (3): buha (Bubo bubo), Falco peregrinus peregrinus, sfrâncioc roșiatic (Lanius collurio).